# 古川優香
古川 優香（ふるかわ ゆうか、1997年〈平成9年〉1月15日 - ）は、日本の女性YouTuber、コスメプロデューサー、ファッションモデル、元読者モデル。YouTuberグループ「さんこいち」の元メンバー。OOO Entertainment所属。
本名は豊田 優香（とよた ゆうか）。夫は元YouTuberで実業家のサグワこと豊田耕大。

## 来歴

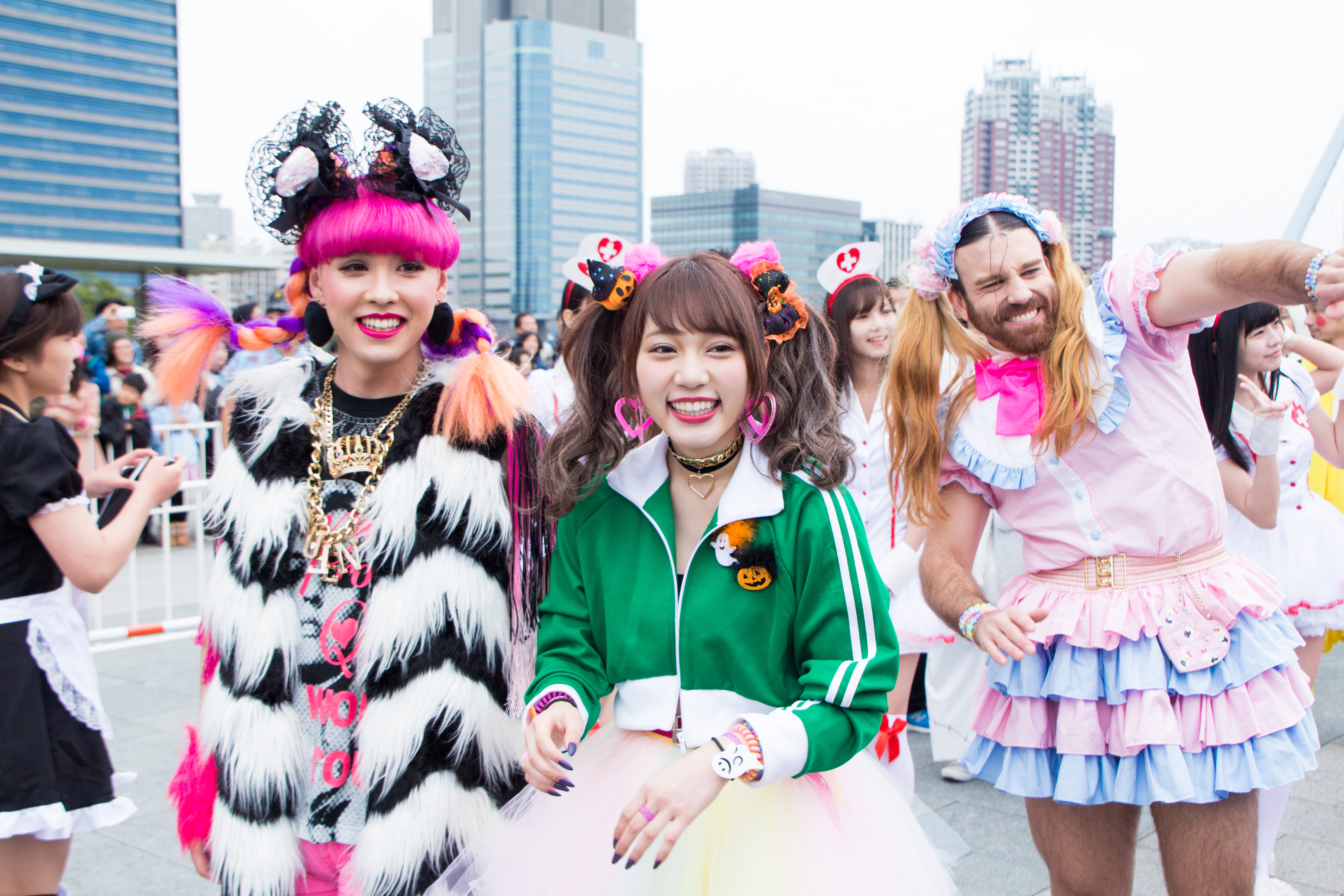
わんちゃんズ（2016年10月30日）

WEGO心斎橋店にてスタッフとして勤務中にスカウトされたことをきっかけに、2013年よりファッション団体「FLASH OSAKA」に所属し、青文字系雑誌やソーシャルメディアを中心に読者モデルとして活動。
2013年10月30日、同じく読者モデルのほりえりく、Yapp!(やっぴ)と共に仲良しグループ「さんこいち」を結成。
2015年、大阪府立淀商業高等学校卒業を機に大阪から東京に移り、モデルマネジメント事務所のレキシントンに所属。
2016年8月、レディビアード、ぺえと共に音楽ユニット「わんちゃんズ」を結成。10月19日、ソニー・ミュージックレーベルズより、配信シングル『わんちゃんあるじゃん』をリリース。
2017年3月22日、「さんこいち」でYouTubeチャンネルを開設し、YouTuberとなる。
2018年3月、レキシントンを退所。10月20日、個人のYouTubeチャンネルを開設。
2019年、女性YouTuber事務所のGarou（現 OOO Entertainment）に所属。
2019年4月4日、初のスタイルブックとなる『＃てんこもりフルカワ』を出版。
2020年2月25日、自身がプロデュースするコスメブランド「RICAFROSH（リカフロッシュ）」を展開。7月15日には、カラコンブランド「メイメ！by LARME」を展開。
2021年1月31日、「さんこいち」が解散。以降は個人YouTuberとして活動。
2021年5月25日、2冊目のスタイルブックとなる『YouTubeでやらないことやってみた』を出版。
2022年7月4日、公式ファンクラブアプリ「フルカワユウカ OFFICIAL FANCLUB」を開設。
2024年1月20日、朝日放送のK-POP専門情報番組『K-POPドック!』のMCに就任。
2025年3月15日、かねてより交際を公表していたサグワと2月9日に入籍し、第1子を妊娠したことを発表。また、結婚を機に地元の大阪へ移住。

## 人物
身長153cm、血液型はAB型。4人兄弟の長女で、弟が2人、妹が1人いる。妹は大阪の天王寺で焼肉店「音」を営んでおり、YouTubeにも音声のみで度々登場している。
愛犬家で、2018年頃よりパグのふくを飼っており、実家でも同じくパグのくうを飼っている。また、2022年には2ヶ月間パグのピーチを預かりボランティアするなど、犬猫の保護活動の支援も行なっている。
夫は元YouTuberで実業家のサグワ。2015年より交際を始め1年ほどで破局するも、2018年頃に復縁。2019年より交際および同棲を公表し、2025年に結婚した。
音楽ユニット「わんちゃんズ」で活動を共にしたタレントのぺえとは、お互いを親友と呼び合うほど仲がいい。他にもYouTuberのそわんわん、大松絵美、タナカガ、ふくれな、まあたそなどと親交が深い。
K-POPガールズグループのKep1erのファンで、推しはヒカル。

## 出演

### テレビ番組
- K-POPドック!（2024年1月20日 - 2025年3月29日、朝日放送テレビ） - MC[16]

### ウェブ番組
- 今日、好きになりました。 第5弾（2017年12月11日 - 12月25日、AbemaTV） - 恋愛見届け人
- あれほど逃げろと言ったのに…（2019年8月12日 - 10月7日、AbemaTV）
- シンデレラガールズトーク ＃うだカフェ（2019年11月27日 - 12月25日、AbemaTV）
- スケッチガールズ（2020年3月2日 - 2021年9月27日、シブヤ5丁目・YouTube）[25]
- SPRAY! #日本を塗り替えろ（2020年6月27日 - 2021年3月30日、AbemaTV）[26]

### ラジオ番組
- シブヤ5丁目Radio（2020年10月4日 - 2021年10月3日、FM愛知・InterFM）[27]

## 広告

### CM
- ディープクリア洗顔パウダー ウェブCM「黒の酵素洗顔 毛穴つるつるMattアントワネットな肌へ」篇（2020年7月22日、ファンケル）[28]
- じぶんdeエステ ウェブCM「エステティシャンいねぇじゃん‼︎」篇（2020年3月13日、じぶんde）[29]
- ベルェベル ウェブCM（2020年9月1日、学校法人ロイヤル学園）[30]
- センターインコンパクト ウェブCM（2020年9月15日、ユニ・チャーム）
- 脱毛サロンSASALA ウェブCM「ササラにGO!! 」篇（2020年12月4日、ビューテック）[31]
- バーガーキング ウェブ動画「はじめてのスモーキーBBQワッパー(R) feat. 古川優香 / THE FIRST TASTE」（2021年12月23日、BKジャパンホールディングス）[32]

### 広報
- 健保連 新プロジェクト アンバサダー（2019年10月7日、健康保険組合連合会）[33]
- RICAFROSH プロデューサー（2020年2月25日、ダイレクトテック）[11]
- メイメ！by LARME プロデューサー（2020年7月15日、エース）[12]
- 脱毛サロンSASALA イメージモデル（2020年12月4日、ビューテック）[34]
- Yuka Furukawa × New Era Spring & Summer 2022 プロデューサー（2022年1月13日、ニューエラジャパン）[35]
- COCOSILK イメージモデル（2022年2月1日、CB カラダノミライ自然通販）[36]
- Candy Stripper SOWANWAN and FURUKAWA YUKA プロデューサー（2022年7月15日、Candy Stripper）[37]
- YUKA FURUKAWA × ACLENT プロデューサー（2022年11月20日・2023年3月5日、ライフェストジャパン）[38][39]

## 音楽作品

### 配信シングル
- わんちゃんズ「わんちゃんあるじゃん」（2016年10月19日、ソニー・ミュージックレーベルズ）[5]

## 書籍

### スタイルブック
- ＃てんこもりフルカワ 古川優香スタイルブック Make & Fashion（2019年4月4日、KADOKAWA）[10]
- 古川優香スタイルブック YouTubeでやらないことやってみた（2021年5月25日、KADOKAWA）[14]